# Hermadion nipponicus
Hermadion nipponicus är en ringmaskart som beskrevs av Imajima och Hartman 1964. Hermadion nipponicus ingår i släktet Hermadion och familjen Polynoidae. Inga underarter finns listade i Catalogue of Life.